# Xã Island Lake, Quận Mahnomen, Minnesota
Xã Island Lake (tiếng Anh: Island Lake Township) là một xã thuộc quận Mahnomen, tiểu bang Minnesota, Hoa Kỳ. Năm 2010, dân số của xã này là 233 người.